# Johan Karlsson
Johan Karlsson est un joueur de football suédois né le 6 avril 1975 à Linköping (Suède). 
Il évoluait au poste de défenseur latéral gauche.

## Biographie
Après avoir longtemps évolué chez les amateurs de Horn/Hycklinge IF, Johan Karlsson, dit Alf, s'engage en 1998 en faveur d'Åtvidabergs FF, alors en division I Södra. 7e à l'issue de sa première saison, lui et son club intègrent la toute nouvelle Superettan, nouveau 2e échelon national fusionnant les groupes Nord et Sud de l'ancienne division I. Si d'un point de vue individuel, tout se passe bien pour Karlsson, c'est en revanche une tout autre histoire pour son club. 14e à l'issue de la saison, Åtvidaberg est en effet rétrogradé en division I Södra, désormais troisième échelon national.
Heureusement pour Karlsson, ses prestations ne sont pas passées inaperçues et il s'engage durant l'intersaison avec l'IF Elfsborg, promu en Allsvenskan 4 ans plus tôt. Il dispute son premier match sous les couleurs de son nouveau club le 12 avril 2001 en coupe de Suède en entrant au bout d'une 1/2 heure de jeu face à Västra Frölunda IF. Lors de cette rencontre, il inscrira également son premier but en jaune et noir, l'unique de cette rencontre qui qualifie Elfsborg pour les quarts de finale de la coupe. Le 21 avril 2001, il est titularisé pour la première fois en championnat, face à Halmstads BK, mais subit un large revers (5-0) à l'Örjans Vall. Peu utilisé lors de la première partie de saison, Karlsson va pourtant bientôt faire les gros titres des journaux suédois. Il s'avère en effet que le passage de ce dernier à Elfsborg n'a pas été transmise à la fédération de Suède de football (SvFF) (cf. l'affaire Johan Karlsson). Dès lors, la SvFF donne match perdu aux douze rencontres de championnat auxquelles il a participé en début d'année. 
Cet épisode passé, il prend de plus en plus d'importance dans l'effectif et devient l'un des joueurs les plus réguliers de l'équipe. Bien qu'ayant disputé les huitième, quarts et demi-finales de la Coupe de Suède, il n'a pas joué la finale 2001. Il en ira tout autrement de la finale 2003 que le club remportera face à Assyriska FF (2-0). En 2006, il participe à toutes les rencontres de championnat et est à ce titre l'un des grands artisans du titre de champion de Suède obtenu cette année-là. 
Il est l'un des joueurs les plus appréciés des supporters d'Elfsborg. Non qu'il s'agisse du meilleur défenseur du championnat mais sa fidélité au club et sa capacité à ne pratiquement jamais faire de mauvais match en font l'un des chouchous des Guliganerna, le principal club de supporters du club. Ces derniers ont même composés deux chants en son honneur :
- « Karlsson, Karlsson, världens bästa Karlsson » (« Karlsson, Karlsson, le meilleur Karlsson du monde »)
- « Spela bollen på Karlsson, Spela bollen på Karlsson, Spela bollen på Karlsson och sen så vinner vi! » (« Passer le ballon à Karlsson, Passer le ballon à Karlsson, Passer le ballon à Karlsson, et on va gagner »). Ce dernier a été composé en 2008 après que Johan Karlsson a remplacé Stefan Ishizaki, blessé, au milieu de terrain et marqué 4 buts en 5 matchs entre la 26e et la 30e journée.

### L'affaire Johan Karlsson
Au mois d'août 2001, alors qu'Elfsborg doit envoyer la liste des joueurs que le club veut inscrire pour la Coupe UEFA, l'UEFA contacte la fédération de Suède de football pour les informer d'une discordance. En effet, l'UEFA ne trouve pas trace de Johan Karlsson à Elfsborg dans les fichiers de la fédération suédoise d'un quelconque Karlsson à IF Elfsborg. Pour l'organisme européen, le joueur n'a jamais quitté Åtvidabergs FF. Personne n'a réussi à expliquer comment la fédération suédoise (SvFF) ne s'est pas rendu compte de cet état de fait alors que le joueur avait déjà été inscrit sur 12 feuilles de matchs, qui sont censées avoir été contrôlées par les arbitres des rencontres 75 minutes avant le coup d'envoi de ces rencontres. Le Comité de compétition de la SvFF choisit néanmoins de punir Elfsborg en lui donnant match perdu (3-0 sauf si le score original était plus important auquel cas ce dernier était conservé) pour chacune des rencontres de championnat auxquelles a pris part Karlsson, pour ne s'être pas assuré que son joueur était formellement inscrit dans les registres. 
En dépit d'une lettre ouverte envoyée par l'un des membres du directoire d'Elfsborg, Anders Täreby, pointant du doigt les nombreux dysfonctionnement de la SvFF dans cette affaire, la mesure n'a pas été levée. 
Le 13 août 2001, le dossier de Johan Karlsson a finalement officiellement rejoint l'IF Elfsborg.